# Fordonsbelysning
Fordonsbelysning är belysningsutrustning på ett fordon som är till för att synliggöra fordonet samt bistå föraren av fordonet med belysning i skymning och mörker. Belysningen är utformad för att medtrafikanter i dager såväl som i mörker skall kunna avgöra fordonets storlek, position, hastighet och avsikter i trafiken.

## Översikt
Belysningsutrustning baserar sig på direktiv och regler enligt ECE-reglemente 48, men även andra direktiv och regler som EU-direktiv 76/756/EEC, US DOT, National Highway Traffic Safety Administration NHTSA, Transportstyrelsen m.fl.

Exteriörbelysning personbil
Exteriörbelysning lastbil. Lastbil är tillhandahållen som en skiss då variationen när det gäller belysning är mycket stor på denna fordonstyp.
Exteriörbelysning Buss
Exteriörbelysning Släpvagn

Se bilder i galleri ovan för matchande objekt till kolumn Nr.
Om kolumn Benämning innehåller en asterisk (*) avses det generella (allmänna) begreppet istället för det som angetts av myndighet. Entreprenadmaskiner, lantbruksmaskiner och andra fordon har utelämnats då deras belysning täcks in av det som redan finns beskrivet för andra fordon.
Eftersom fordonsbelysning täcker både dragfordon och släpvagnar inbegrips även släpvagnskontakt i översikten då denna tillhandahåller integrationen av fordonsbelysningen mellan fordonen.
| Nr | Benämning                          | Alternativnamn          | Engelsk benämning                                           |
| -- | ---------------------------------- | ----------------------- | ----------------------------------------------------------- |
| 1  | Helljusstrålkastare                | Helljus                 | Main beam, High beam                                        |
| 2  | Halvljusstrålkastare               | Halvljus                | Dipped beam                                                 |
| 3  | Parkeringslykta, främre            |                         | Parking lamp, front                                         |
| 3  | Positionslykta, främre             |                         | Position lamp, front                                        |
| 4  | Körriktningsvisare, främre         |                         | Turn signal, front                                          |
| 4  | Varningsblinkers, främre           |                         | Hazard flashers, front                                      |
| 5  | Kurvtagningslykta                  |                         | Cornering lamp                                              |
| 6  | Dimstrålkastare                    | Dimljus                 | Front fog lamps                                             |
| 7  | Varsellykta                        | Varselljus              | Daytime Running Lamps (DRL)                                 |
| 8  | Extraljus, frontmonterade *        |                         | Auxiliary high-beam lamp, front mounted                     |
| 9  | Arbetsbelysning (Sökarljus)        |                         | Work Light, Search light                                    |
| 10 | Extraljus, takmonterade *          |                         | Auxiliary high-beam lamp, roof mounted                      |
| 11 | Breddmarkeringslykta, främre       |                         | End outline marker lamps, front; USA:Clearance lamps, front |
| 12 | Belyst skylt *                     |                         | Illuminated sign                                            |
| 13 | Körriktningsvisare, sidomonterad   |                         | Turn signal, side                                           |
| 13 | Varningsblinkers, sidomonterad     |                         | Hazard flashers, side                                       |
| 14 | Reflexanordning, sida              |                         | Reflector, side                                             |
| 14 | Sidomarkeringslykta                |                         | Side marker light                                           |
| 15 | Parkeringslykta, bakre             |                         | Parking lamp, rear                                          |
| 15 | Positionslykta, bakre              | Bakljus                 | Position lamp, rear                                         |
| 16 | Reflexanordning, bakre             |                         | Reflector, rear                                             |
| 17 | Körriktningsvisare, bakre          |                         | Turn signal, rear                                           |
| 17 | Varningsblinkers, bakre            |                         | Hazard flashers, rear                                       |
| 18 | Stopplykta av kategori S1 eller S2 | Bromsljus               | Stop lamp                                                   |
| 19 | Skyltlykta                         |                         | Rear registration plate lamp                                |
| 20 | Dimbaklykta                        | Dimbakljus              | Rear fog lamp                                               |
| 21 | Backningsstrålkastare              | Backlampa               | Reversing lamp                                              |
| 22 | Arbetsbelysning                    |                         | Work Light, Generic                                         |
| 23 | Varningslykta, arbetsfordon        | Varningsljus            | Warning light                                               |
| 24 | Varningslykta, utryckningsfordon   | Varningsljus            | Emergency vehicle light                                     |
| 25 | Identifieringslykta, främre        |                         | Identification lamps, front                                 |
| 26 | Identifieringslykta, bakre         |                         | Identification lamps, rear                                  |
| 27 | Breddmarkeringslykta, bakre        |                         | End outline marker lamps, tail; USA:Clearance lamps, tail   |
| 28 | Stopplykta av kategori S3 eller S4 | Högt placerat bromsljus | Centre High Mount Stop Lamp (CHMSL)                         |
| 29 | Avstigningsbelysning               |                         | Disembarkation Lamp                                         |
| 30 | Släpvagnskontakt *                 |                         | Trailer Connector                                           |